# Jeanne Grégoire
Pour les articles homonymes, voir Grégoire.
Jeanne Grégoire est une navigatrice et une skipper professionnelle française, née le 7 septembre 1976 à Paris.

## Biographie
Née à Paris, Jeanne Grégoire grandit à Laon (Aisne). Après une expérience en équitation dans sa jeunesse, elle découvre le monde de la voile. Elle commence par des navigations dans la Méditerranée sur un monocoque de 25 pieds. Après un stage aux Glénans, elle abandonne sa prépa à Sciences Po pour se consacrer à la voile à l'âge de 18 ans,,.
En 1999, elle obtient le brevet d'État d'Éducateur Sportif (BEES) et le brevet de Patron Plaisance Voile (BPPV), puis celui de monitorat fédéral des Glénans. La même année, elle découvre la Mini Transat et participe à l'édition de 2001, terminant à la 8e place.
En 2002, elle se lance sur le circuit de la Solitaire du Figaro, où elle concourt pendant douze saisons. Entre 2004 et 2013, elle skippe sous les couleurs de la Team Banque populaire et décroche notamment la 5e place de l'édition 2008.
À partir de 2015, elle engage sa reconversion dans l’entraînement des futurs skippers. En juin 2021, elle devient directrice du Pôle Finistère Course au large de Port-la-Forêt.
Elle habite à Concarneau dans le Finistère[réf. souhaitée].

## Palmarès

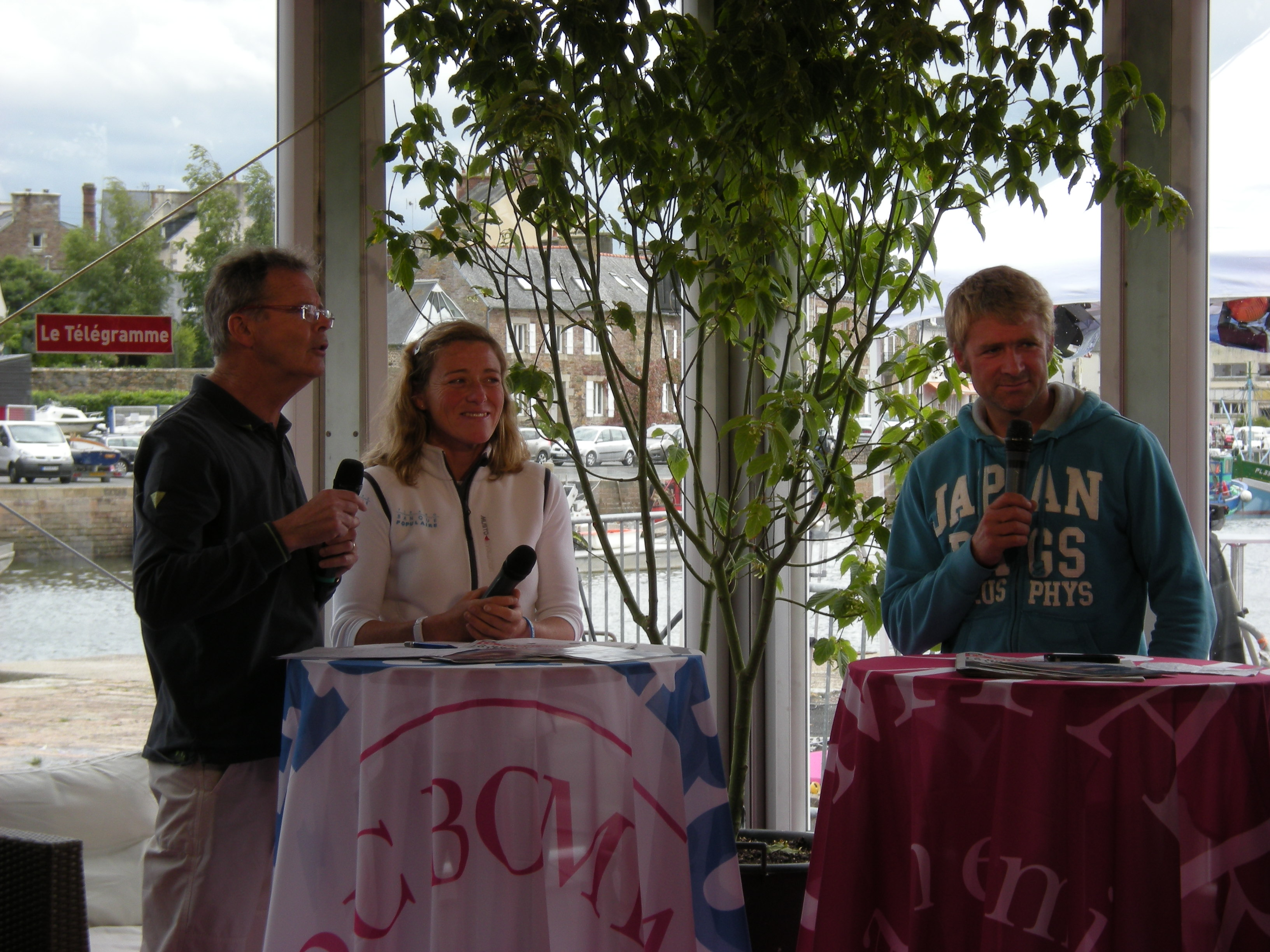
Jeanne Grégoire et Yann Eliès avant le départ de Paimpol pour la première étape de la Solitaire du Figaro 2012

- 2012 : 3e de la Transat AG2R avec Gérald Véniard sur Banque Populaire
- 2010 : 2e de la Transat AG2R avec Gérald Véniard sur Banque Populaire[5]
- 2008 : 5e de la Solitaire du Figaro
- 2007 :
  - 9e du Trophée BPE Belle-Île-en-Mer/Marie-Galante
  - 1re de la Semaine du Record SNSM
- 2006 :
  - 3e de la Transat AG2R Concarneau–St-Barthélemy avec Gérald Veniard sur Banque Populaire
  - 15e de la Solitaire de la Méditerranée
  - 14e de la Solitaire Afflelou Le Figaro
  - 13e de la Course des falaises
  - 8e du Championnat de France de course au large en solitaire
- 2005 :
  - 11e de la Generali Solo
  - 12e de la Solitaire Afflelou Le Figaro
  - 13e de la Route du Ponant
  - 6e du Trophée BPE en solitaire St-Nazaire–Cuba
- 2004 :
  - 5e de la Transat’ Lorient-St-Barth’ avec Samantha Davies sur Trophée BPE Saint-Nazaire - Cuba
  - 15e de la Solitaire Afflelou Le Figaro
  - 10e de la National Figaro Concarneau
- 2003 :
  - 1re sur 20 bateaux de série dans l'Open Demi-Clé, avec David Raison, sur Un sponsor pour ma Transat 440[6]
  - 8e du Trophée BPE Saint-Nazaire–Dakar avec Gérald Veniard
  - 14e de la Route du Ponant
  - 33e de la Solitaire Afflelou Le Figaro
  - 19e du Tour de la Bretagne à la voile avec Arnaud Boissières
  - 24e de la Generali Méditerranée
- 2002 :
  - 26e de la Solitaire du Figaro
  - 12e de la Transat AG2R avec Arnaud Boissières
  - 21e de la Generali Méditerranée
- 2001 :
  - 8e de la Mini Transat 6.50
  - 4e de la Transgascogne
  - 9e de la Mini-Fastnet en double
  - 7e de la Select 6.50
- 2000 :
  - 1er de la Solitaire de Concarneau
  - 5e du Triangle du Soleil en double
- 1998 : 13e de l'Obélix Trophy